# Karla Homolka
Karla Leanne Homolka, známá též jako Karla Leanne Teal (* 4. května 1970 Port Credit, Ontario) je kanadská sériová vražedkyně (viz případ Bernardo & Homolka), odsouzená na 12 let vězení pro „vynucenou spoluúčast“ na znásilňování, mučení, únosech, dvou vraždách a jednom úmrtí, soudem připisovaných hlavně jejímu manželovi, Paulu Bernardovi (počátek 90. let 20. století). Jejím otcem byl český emigrant.

## Osobní život
Karla Homolka se narodila v Ontariu jako jedna ze tří dcer. Od sedmnácti let pracovala na veterinární klinice jako asistentka. Zde se v roce 1987 setkala s Paulem Bernardem. Oba v sobě našli vzájemnou fascinaci. Mladá dívka na Bernardovi obdivovala jeho autoritářský nadhled, zkušenost a obdobnou sexuální náruživost. Stejně fascinovaný byl i Bernardo, který byl překvapen její podporou i sdíleným nadšením poté, co jí vyprávěl o svých sexuálních výletech. Často spolu mluvili o tom, jaké by to bylo někoho unést a sexuálně jej zneužívat. Karla nic nenamítala, ani když jí Bernardo navrhl, že by jejich obětí mohla být její mladší sestra Tammy, naopak nadšeně spolupracovala.[zdroj?] Nejprve sestře podala anestetikum, které odcizila na klinice, smíchané s alkoholem. Patnáctiletá dívka byla poté opakovaně Bernardem sexuálně zneužita. Homolka byla spíše divákem. Vše zaznamenávala na kameru a jen občasně asistovala. Dívka tento násilný akt nepřežila, udusila se vlastními zvratky. Případ byl vyšetřovateli klasifikován jako nešťastná náhoda. V dalších třech letech Homolka s Bernardem společně zavraždili další tři oběti. Mezi nimi byly středoškolačky, Leslie Mahaffy a Kristen French. Manželé je společně sexuálně mučili a posléze uškrtili. Těla rozřezali, části zalili do betonu a hodili do místního jezera. Záhy se vztah manželů změnil. Zmizela bezstarostnost a Bernardo se ke své ženě začal chovat agresivně. V roce 1993 musela být Homolka po roztržce s manželem hospitalizována. Utrpěla četné úrazy – hematom mozku nebo zabodnutý šroubovák ve stehenním svalu. Po této události byl Bernardo uvězněn v cele předběžného zadržení. Ve stejné době také byly vyhodnoceny tři roky staré vzorky DNA, které Bernardo poskytl na výzkumné účely. Tím byl usvědčen z 16 znásilnění, která spáchal v době, než poznal Homolku, a shoda byla nalezena i v případě vzorků sebraných z částí těl obětí. Zatčena byla i Homolka, která pochopila, že aktivní spoluprací s vyšetřovateli může získat menší trest. Byla usvědčena ze spoluúčasti na vraždách k odnětí svobody na 12 let. Tento rozsudek nabyl pravomoci dříve, než byly objeveny další důkazy, zejména videokazety, které by z ní učinily rovnocenného pachatele. Odsouzení Karly Homolky je též často udáváno jako vzorový případ zneužití dohody mezi provinivším se svědkem a obžalobou.
V roce 2005 byla Karla Homolka za velkého zájmu médií propuštěna z vězení. Mnohé skutečnosti jejího propuštění byly tajeny. Veřejností je vnímána jako největší národní zločinec a četné výtky padají k jejímu rozsudku. Je považována za nadprůměrně inteligentní. Ve vězení se naučila plynule francouzsky a dálkově studovala psychologii na univerzitě. Po propuštění si změnila jméno na Leanne Teal. Vdala se za vlivného lékaře. V současné době žije Homolka s manželem a třemi dětmi pod jménem Leanne Bordelais, místo jejího utajovaného pobytu odhalila novinářka Paula Todd a vydala o jejím hledání publikaci.

## Karla Homolka v kultuře
- Norská aggrotech kapela Combichrist jmenuje ve své písni „God Bless“ (česky „Bůh žehnej“) celou řadu sériových vrahů a teroristů, mezi nimiž je i Karla Homolka.[3][4]
- Příběh Karly Homolky se stal inspirací pro film Bestie Karla z roku 2006. V hlavních rolích Laura Prepon a Misha Collins.